# Receptor de angiotensina II tipo 1
El receptor de angiotensina II, tipo 1 o receptor AT1 es un receptor de angiotensina. Tiene efectos vasopresores y regula la secreción de aldosterona. Es un efector importante en el control de la presión y volumen sanguíneo en el sistema cardiovascular. Los antagonistas de los receptores de angiotensina II son fármacos indicados para la hipertensión, nefropatía diabética, e insuficiencia cardíaca
Es el receptor de angiotensina mejor dilucidado.

## Mecanismo
El receptor de angiotensina es activado por el péptido vasoconstrictor angiotensina II. El receptor activado a su vez se acopla a Gq/11 y por lo tanto activa la fosfolipasa C y aumenta las concentraciones de Ca2+ citosólicas, que a su vez desencadena respuestas celulares tales como la estimulación de la proteína quinasa C. Los receptores activados inhiben la adenilil ciclasa y activan varios tirosinas quinasas.

## Efectos
El receptor AT1 media los principales efectos cardiovasculares de la angiotensina II. Estos efectos incluyen la vasoconstricción, síntesis y secreción de la aldosterona, aumento de la secreción de vasopresina, hipertrofia cardíaca, aumento de la actividad noradrenérgica periférica, proliferación de células del músculo liso vascular, disminución del flujo sanguíneo renal, inhibición de la renina renal, recaptación de sodio tubular renal, modulación de la actividad del sistema nervioso simpático central, contractilidad cardíaca, osmorregulación central y formación de la matriz extracelular.

## Patología
El receptor AT1 podría jugar un papel importante en la generación de arritmias de reperfusión siguientes al restablecimiento del flujo sanguíneo al miocardio isquémico o infartado.

## Gen
Se pensaba anteriormente que existía un gen relacionado, denominado AGTR1B; sin embargo, ahora se cree que sólo hay un gen del receptor tipo 1 en los seres humanos. Al menos cuatro variantes de transcripción se han descrito para este gen. Se han descrito variantes adicionales, pero su naturaleza de longitud no se ha determinado completamente. Toda la secuencia codificante se encuentra en el terminal exón y está presente en todas las variantes de transcripción.

## Interacciones
Se ha demostrado que el receptor angiotensina II tipo 1 interactúa con la proteína 16 con dedos de zinc y un dominio BTB. Se ha informado que el mRNA de la proteína interactúa con la miR-132 microRNA como parte de un mecanismo de silenciamiento de ARN que reduce la expresión del receptor.